# Apophua evanescens
Apophua evanescens är en stekelart som först beskrevs av Julius Theodor Christian Ratzeburg 1848.  Apophua evanescens ingår i släktet Apophua och familjen brokparasitsteklar. Arten är reproducerande i Sverige.

## Underarter
Arten delas in i följande underarter:
- A. e. flavopostscutellata
- A. e. rufoscutellata